# Bytharia uniformis
Bytharia uniformis är en fjärilsart som beskrevs av Swinhoe 1902. Bytharia uniformis ingår i släktet Bytharia och familjen mätare. Inga underarter finns listade i Catalogue of Life.